# Campeonato de Primera División B 1974 (Argentina)
El Campeonato de Primera División B 1974 fue la cuadragésima primera temporada de la categoría, que era la segunda división del fútbol argentino. Esta temporada marcó la incorporación de Central Córdoba (R) y Dock Sud ascendidos de la Primera C, mientras que no hubo descensos desde la Primera División, aumentando el número de participantes a 20.
A partir de este torneo se entregaron dos ascensos. Los equipos primero jugaron un torneo llamado Preparación divididos en dos zonas. Luego, también divididos en dos zonas, disputaron la Copa Campeonato. Ambos torneos clasificaban dos equipos de cada una de las zonas a un cuadrangular, de los cuales clasificaban cuatro equipos, dos de cada uno, a un cuadrangular final, cuyo ganador fue el campeón mientras que el equipo ubicado en la segunda ubicación obtuvo el segundo ascenso. Asimismo, al igual que en el campeonato del año anterior, no hubo descensos.
El campeón fue Temperley, que de esa manera volvió a la máxima categoría del fútbol argentino después de cuatro décadas. El segundo ascenso correspondió a Unión, tras vencer en un desempate a Estudiantes (BA). Por lo previamente mencionado, ningún equipo perdió la categoría.

## Ascensos y descensos
| Descendidos a la Primera C 1974 |
| ------------------------------- |
| No hubo                         |

| Posición | Ascendidos de la Primera C 1973 |
| -------- | ------------------------------- |
| 1.º      | Central Córdoba (R)             |
| 2.º      | Dock Sud                        |

| Posición | Ascendidos a la Primera División 1974 |
| -------- | ------------------------------------- |
| 1.º      | Banfield                              |

| Descendidos de la Primera División 1973 |
| --------------------------------------- |
| No hubo                                 |

- De esta manera, el número de equipos aumentó a 20.

## Formato
Los veinte equipos participantes disputaron dos torneos, el Torneo Preparación y la Copa Campeonato, divididos en cada uno de ellos en dos zonas: Norte y Sur. En cada zona de cada uno de los torneos disputaron 18 fechas todos contra todos. Los equipos que finalizaron en los dos primeros lugares de cada una de las zonas del Torneo Preparación disputaron un torneo cuadrangular, al igual que los dos primeros de cada una de las zonas de la Copa Campeonato. A su vez, los dos equipos que finalizaron en las dos primeras posiciones de los cuadrangulares disputaron un cuadrangular final por el campeonato y el segundo ascenso.

### Ascensos
El equipo que finalizó en el primer lugar del cuadrangular final se consagró campeón y obtuvo el primer ascenso, mientras que el equipo que finalizó segundo obtuvo el otro ascenso directo a la Primera División.

### Descensos
No hubo descensos a la Primera C en esta edición del certamen.

## Equipos participantes
| Equipo                 | Ciudad               |
| ---------------------- | -------------------- |
| Almagro                | José Ingenieros      |
| Almirante Brown        | Isidro Casanova      |
| Arsenal                | Sarandí              |
| Central Córdoba (R)    | Rosario              |
| Comunicaciones         | Buenos Aires         |
| Defensores de Belgrano | Buenos Aires         |
| Dock Sud               | Dock Sud             |
| Deportivo Morón        | Morón                |
| Estudiantes (BA)       | Caseros              |
| Flandria               | Jauregui             |
| Lanús                  | Lanús                |
| Los Andes              | Lomas de Zamora      |
| Nueva Chicago          | Buenos Aires         |
| Platense               | Buenos Aires         |
| Quilmes                | Quilmes              |
| San Telmo              | Isla Maciel          |
| Talleres (RdE)         | Remedios de Escalada |
| Temperley              | Temperley            |
| Tigre                  | Victoria             |
| Unión                  | Santa Fe             |

### Distribución geográfica de los equipos
| Región                 | Cant. | Equipos |
| ---------------------- | ----- | --- |
| Conurbano bonaerense   | 14    | Almagro, Almirante Brown, Arsenal, Deportivo Morón, Dock Sud, Estudiantes (BA), Flandria, Lanús, Los Andes, Quilmes, San Telmo, Talleres (RE), Temperley y Tigre |
| Ciudad de Buenos Aires | 4     | Comunicaciones, Defensores de Belgrano, Nueva Chicago y Platense                                                                                                 |
| Provincia de Santa Fe  | 2     | Central Córdoba (R) y Unión |

## Torneo Preparación

### Tabla de Posiciones Zona Norte
| Pos. | Equipo                 | Pts. | PJ | PG | PE | PP | GF | GC | Dif. |
| ---- | ---------------------- | ---- | -- | -- | -- | -- | -- | -- | ---- |
| 1.º  | Central Córdoba (R)    | 24   | 18 | 10 | 4  | 4  | 35 | 23 | 12   |
| 2.º  | Nueva Chicago          | 23   | 18 | 9  | 5  | 4  | 27 | 18 | 9    |
| 3.º  | Platense               | 19   | 18 | 6  | 7  | 5  | 36 | 29 | 7    |
| 4.º  | Almagro                | 19   | 18 | 7  | 5  | 6  | 39 | 36 | 3    |
| 5.º  | Defensores de Belgrano | 19   | 18 | 6  | 7  | 5  | 23 | 28 | −5   |
| 6.º  | Comunicaciones         | 18   | 18 | 6  | 6  | 6  | 26 | 25 | 1    |
| 7.º  | Flandria               | 17   | 18 | 6  | 5  | 7  | 19 | 26 | −7   |
| 8.º  | Estudiantes (BA)       | 15   | 18 | 5  | 5  | 8  | 26 | 28 | −2   |
| 9.º  | Tigre                  | 15   | 18 | 5  | 5  | 8  | 20 | 28 | −8   |
| 10.º | Deportivo Morón        | 11   | 18 | 1  | 9  | 8  | 18 | 28 | −10  |

|  | Clasificado para jugar el cuadrangular final del Torneo Preparación. |

### Tabla de Posiciones Zona Sur
| Pos. | Equipo          | Pts. | PJ | PG | PE | PP | GF | GC | Dif. |
| ---- | --------------- | ---- | -- | -- | -- | -- | -- | -- | ---- |
| 1.º  | Temperley       | 26   | 18 | 10 | 6  | 2  | 29 | 16 | 13   |
| 2.º  | Unión           | 24   | 18 | 10 | 4  | 4  | 28 | 18 | 10   |
| 3.º  | San Telmo       | 20   | 18 | 7  | 6  | 5  | 21 | 17 | 4    |
| 4.º  | Lanús           | 20   | 18 | 7  | 6  | 5  | 21 | 18 | 3    |
| 5.º  | Arsenal         | 18   | 18 | 7  | 4  | 7  | 14 | 20 | −6   |
| 6.º  | Almirante Brown | 17   | 18 | 6  | 5  | 7  | 19 | 21 | −2   |
| 7.º  | Dock Sud        | 16   | 18 | 5  | 6  | 7  | 17 | 22 | −5   |
| 8.º  | Los Andes       | 13   | 18 | 5  | 3  | 10 | 28 | 31 | −3   |
| 9.º  | Quilmes         | 13   | 18 | 4  | 5  | 9  | 18 | 24 | −6   |
| 10.º | Talleres (RE)   | 13   | 18 | 6  | 1  | 11 | 17 | 25 | −8   |

|  | Clasificado para jugar el cuadrangular final del Torneo Preparación. |

## Copa Campeonato

### Tabla de Posiciones Zona Norte
| Pos. | Equipo                 | Pts. | PJ | PG | PE | PP | GF | GC | Dif. |
| ---- | ---------------------- | ---- | -- | -- | -- | -- | -- | -- | ---- |
| 1.º  | Deportivo Morón        | 25   | 18 | 8  | 9  | 1  | 30 | 18 | 12   |
| 2.º  | Estudiantes            | 24   | 18 | 9  | 6  | 3  | 35 | 25 | 10   |
| 3.º  | Platense               | 23   | 18 | 8  | 7  | 3  | 21 | 14 | 7    |
| 4.º  | Central Córdoba (R)    | 22   | 18 | 7  | 8  | 3  | 27 | 19 | 8    |
| 5.º  | Comunicaciones         | 19   | 18 | 5  | 9  | 4  | 18 | 17 | 1    |
| 6.º  | Defensores de Belgrano | 18   | 18 | 7  | 4  | 7  | 22 | 28 | −6   |
| 7.º  | Nueva Chicago          | 17   | 18 | 5  | 7  | 6  | 22 | 24 | −2   |
| 8.º  | Almagro                | 14   | 18 | 5  | 4  | 9  | 27 | 28 | −1   |
| 9.º  | Flandria               | 13   | 18 | 4  | 5  | 9  | 18 | 26 | −8   |
| 10.º | Tigre                  | 5    | 18 | 0  | 5  | 13 | 18 | 39 | −21  |

|  | Clasificado para jugar el cuadrangular final de la Copa Campeonato. |

### Tabla de Posiciones Zona Sur
| Pos. | Equipo          | Pts. | PJ | PG | PE | PP | GF | GC | Dif. |
| ---- | --------------- | ---- | -- | -- | -- | -- | -- | -- | ---- |
| 1.º  | Lanús           | 26   | 18 | 11 | 4  | 3  | 35 | 15 | 20   |
| 2.º  | Almirante Brown | 24   | 18 | 9  | 6  | 3  | 24 | 20 | 4    |
| 3.º  | San Telmo       | 21   | 18 | 8  | 5  | 5  | 22 | 15 | 7    |
| 4.º  | Unión           | 20   | 18 | 7  | 6  | 5  | 24 | 19 | 5    |
| 5.º  | Arsenal         | 20   | 18 | 8  | 4  | 6  | 20 | 16 | 4    |
| 6.º  | Los Andes       | 18   | 18 | 5  | 8  | 5  | 17 | 18 | −1   |
| 7.º  | Quilmes         | 15   | 18 | 4  | 7  | 7  | 17 | 22 | −5   |
| 8.º  | Temperley       | 14   | 18 | 4  | 6  | 8  | 28 | 27 | 1    |
| 9.º  | Dock Sud        | 14   | 18 | 5  | 4  | 9  | 23 | 26 | −3   |
| 10.º | Talleres (RE)   | 8    | 18 | 4  | 0  | 14 | 17 | 49 | −32  |

|  | Clasificado para jugar el cuadrangular final de la Copa Campeonato. |

## Semifinales
Tanto en el Torneo Preparación como en la Copa Campeonato jugaron un cuadrangular para definir los finalistas del campeonato.

### Torneo Preparación
| Pos. | Equipo              | Pts. | PJ | PG | PE | PP | GF | GC | Dif. |
| ---- | ------------------- | ---- | -- | -- | -- | -- | -- | -- | ---- |
| 1.º  | Unión               | 4    | 3  | 1  | 2  | 0  | 5  | 1  | 4    |
| 2.º  | Temperley           | 4    | 3  | 1  | 2  | 0  | 3  | 2  | 1    |
| 3.º  | Central Córdoba (R) | 2    | 3  | 0  | 2  | 1  | 3  | 4  | −1   |
| 4.º  | Nueva Chicago       | 2    | 3  | 0  | 2  | 1  | 2  | 6  | −4   |

|  | Clasificado para jugar la Gran Final. |

### Copa Campeonato

#### Tabla de posiciones
| Pos. | Equipo           | Pts. | PJ | PG | PE | PP | GF | GC | Dif. |
| ---- | ---------------- | ---- | -- | -- | -- | -- | -- | -- | ---- |
| 1.º  | Estudiantes (BA) | 3    | 3  | 1  | 2  | 0  | 3  | 2  | 1    |
| 2.º  | Lanús            | 3    | 3  | 0  | 3  | 0  | 2  | 2  | 0    |
| 3.º  | Almirante Brown  | 2    | 3  | 0  | 3  | 0  | 2  | 2  | 0    |
| 4.º  | Deportivo Morón  | 2    | 3  | 0  | 2  | 1  | 2  | 3  | −1   |

|  | Clasificado para jugar la Gran Final. |

#### Resultados
| Lanús       | 1 - 1 | Morón           | Presidente Perón   | 26 de octubre |
| Estudiantes | 1 - 1 | Almirante Brown | Don León Kolbowsky | 26 de octubre |

| Morón           | 1 - 2 | Estudiantes | Don León Kolbowsky | 2 de noviembre |
| Almirante Brown | 1 - 1 | Lanús       | El Gasómetro       | 2 de noviembre |

| Morón       | 0 - 0 | Almirante Brown | José Amalfitani    | 8 de noviembre |
| Estudiantes | 0 - 0 | Lanús           | Don León Kolbowsky | 8 de noviembre |

## Gran final

### Tabla de posiciones final
| Pos. | Equipo           | Pts. | PJ | PG | PE | PP | GF | GC | Dif. |
| ---- | ---------------- | ---- | -- | -- | -- | -- | -- | -- | ---- |
| 1.º  | Temperley        | 4    | 3  | 1  | 2  | 0  | 5  | 3  | 2    |
| 2.º  | Unión            | 3    | 3  | 0  | 3  | 0  | 1  | 1  | 0    |
| 3.º  | Estudiantes (BA) | 3    | 3  | 1  | 1  | 1  | 3  | 4  | −1   |
| 4.º  | Lanús            | 2    | 3  | 0  | 2  | 1  | 2  | 3  | −1   |

|  | Se consagró campeón y ascendió a Primera División.                      |
|  | Debieron disputar un partido desempate para definir el segundo ascenso. |

|                               |
|                               |
| Campeón Temperley 1.er título |

#### Desempate por el segundo ascenso
Al finalizar igualados en la segunda ubicación del cuadrangular final, Unión y Estudiantes (BA) debieron disputar un desempate para definir el segundo y último ascenso a la Primera División. Fue disputado a partido único en el estadio de Villa Dálmine
| Unión | 1 - 0 | Estudiantes (BA) | Villa Dálmine | 14 de diciembre |

### Resultados
| Lanús       | 1 - 1 | Temperley | Presidente Perón   | 23 de noviembre |
| Estudiantes | 0 - 0 | Unión     | Don León Kolbowsky | 23 de noviembre |

| Temperley | 3 - 1 | Estudiantes | Tomás Adolfo Ducó | 30 de noviembre |
| Unión     | 0 - 0 | Lanús       | Eva Perón         | 30 de noviembre |

| Temperley   | 1 - 1 | Unión | Eva Perón          | 7 de diciembre |
| Estudiantes | 2 - 1 | Lanús | Don León Kolbowsky | 7 de diciembre |

## Goleadores
| Jugador              | Equipo           | Goles |
| -------------------- | ---------------- | ----- |
| Oscar Fuentes        | Almagro          | 21    |
| José Juan Cioffi     | San Telmo        | 16    |
| Roberto De Rosa      | Tigre            | 15    |
| Jorge Jhones         | Almirante Brown  | 15    |
| Osvaldo Pérez        | Estudiantes (BA) | 14    |
| Héctor Daniel López  | Los Andes        | 13    |
| Néstor Borgogno      | Arsenal          | 13    |
| Roberto Osvaldo Díaz | Estudiantes (BA) | 13    |